# الأقليات في باكستان
لدى باكستان أقليات دينية مختلفة. وفقاً لتعداد عام 1941 في الهند، فقد كان هناك 5.9 مليون نسمة من غير المسلمين في المحافظات التي تُشكِّل اليوم باكستان. أثناء وبعد استقلال باكستان في عام 1947، هاجر حوالي 5 ملايين من الهندوس والسيخ، حيث كانت البنجاب وحدها مسؤولة عن هجرة 3.9 مليون شخص. يقول فرحناز أصفهاني أن 23٪ من سكان باكستان، بما في ذلك بنغلاديش، كانوا أقليات غير مسلمة في عام 1947. ومنذ تقسيم الهند، انخفضت هذه النسبة إلى 3٪ تقريباً. في تعداد 1951، كان لدى باكستان الغربية 1.6٪ من السكان الهندوس، في حين بلغت نسبتهم في باكستان الشرقية (بنغلاديش الحديثة) 22.05٪. بحلول عام 1997، ظلت النسبة المئوية للهندوس مستقرة عند 1.6٪ في باكستان، في حين شهدت بنغلادش انخفاضاً في هذه النسبة نتيجة لهجرة الهندوس بسبب غياب الأمن، وبسبب الخوف من الاضطهاد والصراع والعنف الطائفي والفقر. انخفضت النسبة المئوية للهندوس في بنغلاديش إلى 9.7٪ بحلول عام 2011، حيث يمثل غير المسلمين 10.2٪ من السكان.
وفقاً للجماعات الغربية للحرية الدينية ومراقبة حقوق الإنسان، فإن الأقليات الدينية في باكستان تواجه تمييزاً شديداً.

## وصلات خارجية
- Jews in Pakistan. An article by Prof. عادل نجم of The كلية فليتشر للقانون والدبلوماسية، جامعة تافتس.